# Oenoptila variata
Oenoptila variata là một loài bướm đêm trong họ Geometridae.